# Égopode podagraire
Pour les articles homonymes, voir Angélica et Angélique.
Aegopodium podagraria
Espèce
Classification phylogénétique
L'égopode podagraire, aussi appelé herbe aux goutteux, podagraire, petite angélique ou herbe de saint Gérard ou encore Pied-de-chèvre (Aegopodium podagraria), est une espèce de plantes à fleurs de la famille des Apiaceae. C'est une plante herbacée vivace, glabre, originaire d'Europe et d'Asie, mais qui a été introduite ailleurs comme plante ornementale. Elle apprécie les lieux frais et ombragés. Elle est comestible.

## Étymologie
Le nom scientifique Aegopodium est formé sur le grec aïx, aïgos, « chèvre », et podion « pied », allusion aux folioles latérales habituellement divisées en deux comme les sabots d'une chèvre. L'épithète podagraria fait référence à la « podagre », goutte affectant les pieds due à une accumulation d'acide urique. Diurétique, elle permettrait de lutter contre cette goutte.

## Description

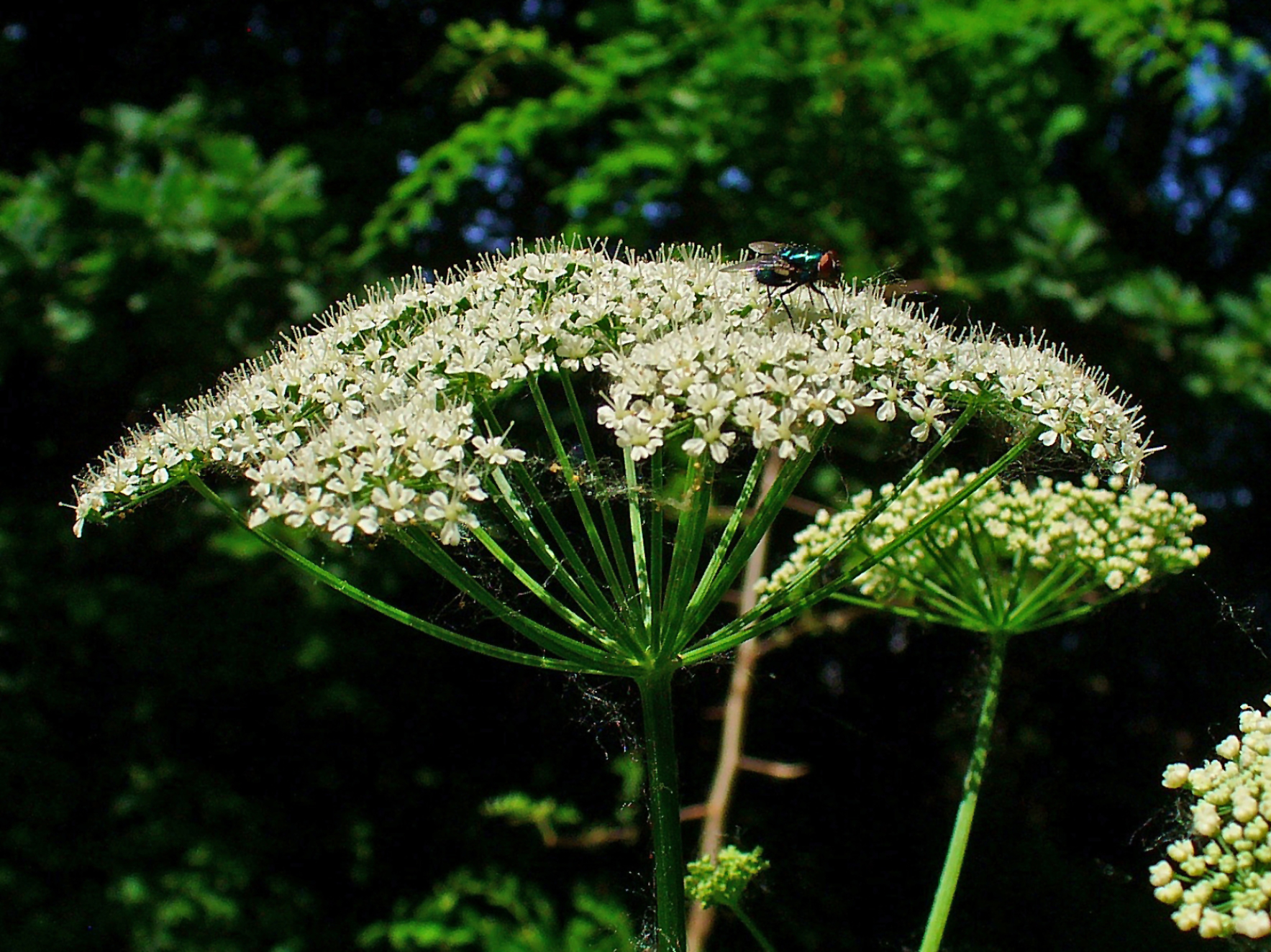
Ombelle d'égopode podagraire.

### Appareil végétatif
Cette plante à croissance rapide peut atteindre 30 à 100 cm de hauteur (60 à 80 cm selon Rodet et Baillet (1872).
La tige est dressée, robuste, creuse, fistuleuse, ramifiée vers le haut, rameuse au sommet, glabre et cannelée en surface.
Les feuilles ont une couleur vert gai au dessus, plus pâles en dessous et présentent une bordure inégalement dentée, parfois lobées, à dents aiguës, mucronées. Les inférieures sont longuement pétiolées, et présentent généralement trois lobes ; celles situées plus haut sur la tige sont disposées par lot de trois qui chacun se divise en trois folioles (feuilles triséquées). Chaque feuille ou segment de feuille a une forme pennée à ovale, à l'extrémité formant un angle aigu. Les pétioles ont une section triangulaire.
Les feuilles froissées ont une odeur qui évoque celles du céleri, de la carotte ou du persil.
Ses racines, nombreuses et profondes lui permettent de résister aux conditions de sous-bois, elles ont une odeur de carotte.

### Appareil reproducteur
L'inflorescence (floraison de mai à août, plutôt en juin-juillet) est une ombelle régulière à environ 20 rayons portant de petites fleurs blanches (parfois rosées), d’environ 3 mm de diamètre chacune.
Le fruit est un schizocarpe produisant des akènes de 3 à 5 mm de long. De forme ovale, ces akènes brun plus ou moins foncé à maturité sont parcourus de sillons.

## Répartition et habitat
Elle est répandue dans les zones tempérées d'Europe et d'Asie.
C'est une plante des lieux ombragés (sous-bois frais) qui était autrefois fréquemment présente dans les vergers et au bord des eaux (selon Rodet et Baillet, 1872).
En Suisse, on la trouve à l'étage collinéen, en particulier dans les ourlets nitrophiles  mésophiles (Aegopodion + Alliarion) et dans les Aulnaies alluviales (Alnion Incanae).
Elle est parfois utilisée en sous-bois, ou dans les massifs ombragés comme plante couvre-sol relativement résistante à la sècheresse et à la concurrence avec les systèmes racinaires d'arbres mûrs.
Dans certaines régions du monde, c'est l'une de plantes sauvages comestibles que l'on peut aussi trouver (spontanée ou sur-spontanée) en ville

## Plante localement envahissante
Comme beaucoup d'autres plantes de sous-bois, quand ses conditions de croissance sont optimales en sous-bois ou lisière elle s'étend en formant de larges taches monospécifiques. Quand elle est bien installée, elle peut se révéler tenace, se propageant ou se maintenant par ses rhizomes
Là où elle a été introduite hors de son aire naturelle de répartition elle est parfois devenue invasive (comme au Canada).
Si on l'arrache en laissant son système racinaire en place, elle repousse. Un petit morceau de racine oublié peut redonner une nouvelle plante . Cette plante se reproduit également par graines. Un pied peut donner des centaines de graines…
Pour éviter la prolifération, on peut planter des plantes compétitives (ex. : capucines ou pommes de terre). On pourra également profiter de sa présence pour la consommer, plutôt que tenter de l'éradiquer.

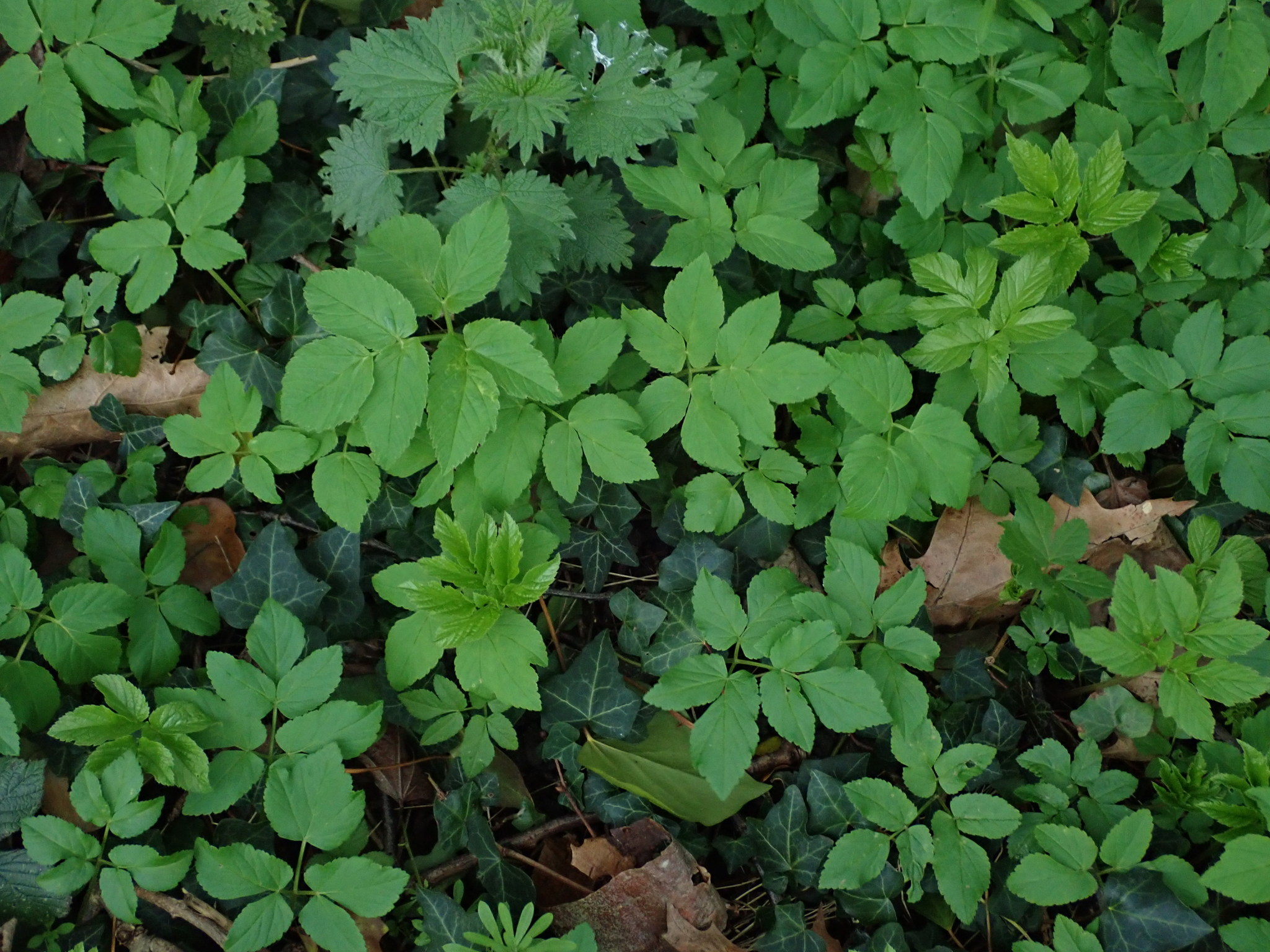
Feuillage caractéristique sur site.
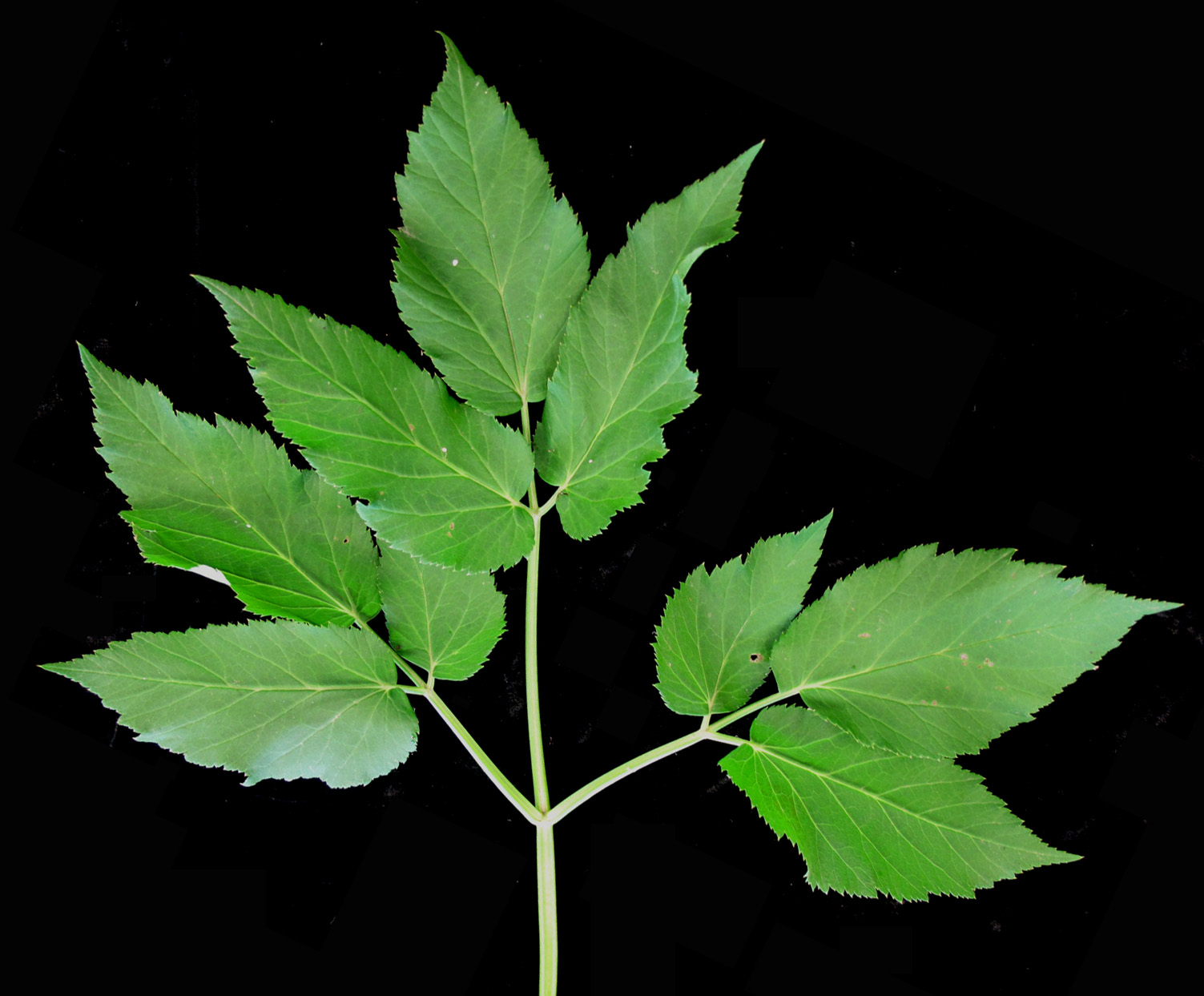
Détails des feuilles.

## Utilisations

### Usages médicinaux
Comme son nom l'indique, la plante était utilisée pour soigner la goutte, mais sans efficacité selon Rodet et Baillet (1872). Toutefois, des études scientifiques récentes ont permis d'isoler des principes actifs de la plantes, ayant des propriétés antiinflammatoires, dermo-protectrices, antimicrobiennes et diurétiques,,.

### Usages alimentaires
Sapide, elle peut être consommée crue, en salade (jeunes pousses) ; ou cuite, comme les épinards, avec une « saveur chaude, agréable, analogue à celle de l'Angélique » selon Rodet et Baillet (1872). Selon François Couplan, à la fois la feuille et la fleur sont ainsi consommables ; la tige se mange aussi, mais uniquement jeune.
Selon Rodet et Baillet (1872) « les animaux mangent les parties herbacées de cette plante, que l'on considère comme fournissant une assez bonne alimentation ».

### Précautions
Comme de nombreuses plantes de la même famille (carotte y compris), l'Égopode produit des substances photosensibilisantes ; les personnes allergiques aux plantes de cette famille devraient le manipuler avec des précautions particulières et/ou ne pas s'exposer au soleil après l'avoir manipulée ou mangée cru.